# Sint-Rochuskapel (Elzele)

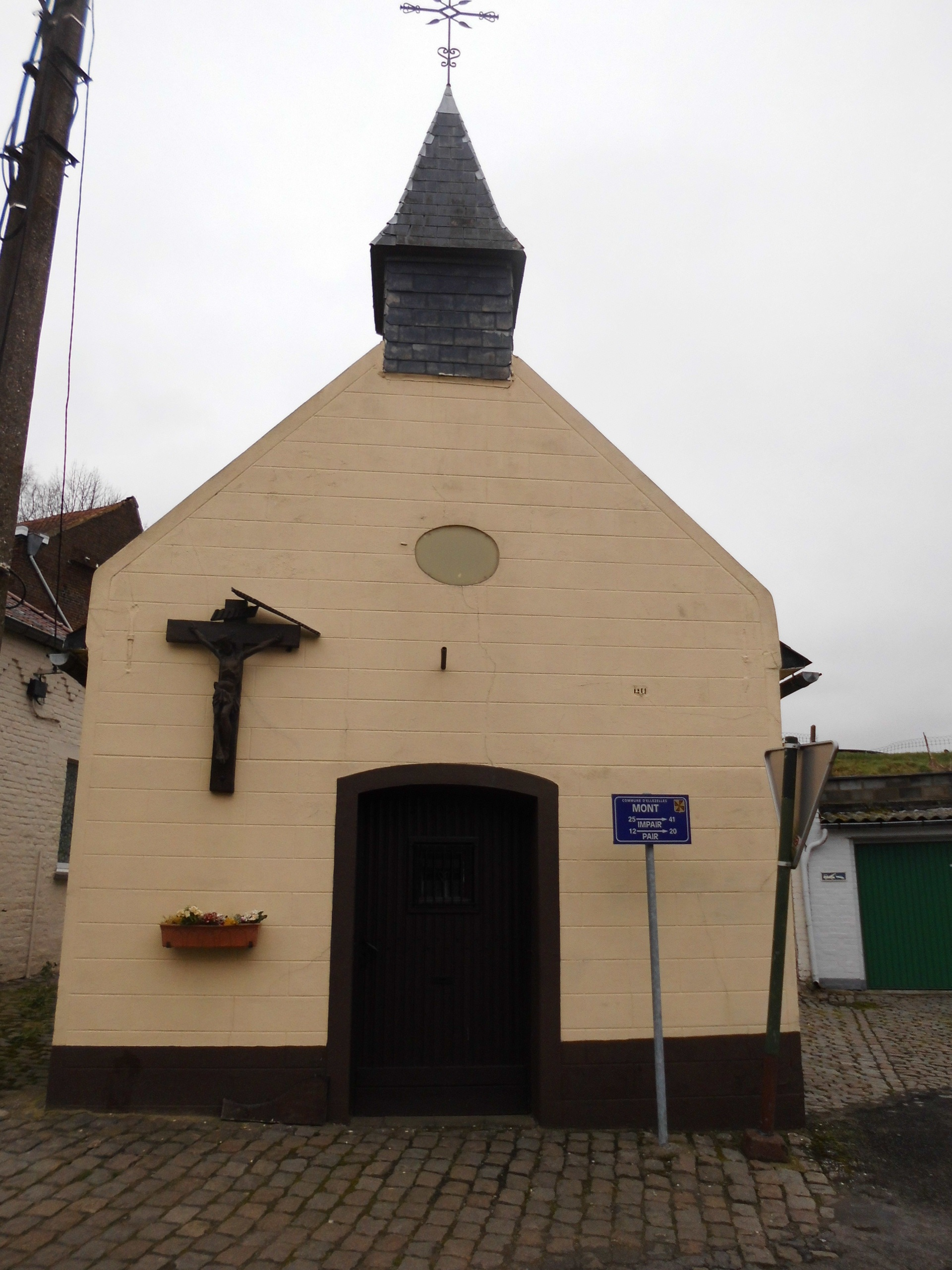
Sint-Rochuskapel

De Sint-Rochuskapel (Chapelle Saint-Roch) is een kapel in de Henegouwse plaats Elzele, gelegen aan Mont 26.
Dit kapelletje werd in de 18e eeuw gebouwd. Het heeft een driezijdig afgesloten koor en een met leien bedekt klokkentorentje boven de voorgevel.
Het interieur bewaart nog het originele meubilair van de kapel.